# NGC 4178
NGC 4178 (другие обозначения — IC 3042, UGC 7215, MCG 2-31-50, ZWG 69.88, VCC 66, PGC 38943) — галактика в созвездии Дева.
Этот объект входит в число перечисленных в оригинальной редакции «Нового общего каталога».
В галактике вспыхнула сверхновая SN 1963I типа Ia, её пиковая видимая звездная величина составила 14,3.